# Dobitschen
Dobitschen é um município da Alemanha localizado no distrito de Altenburger Land, estado da Turíngia. Pertence ao Verwaltungsgemeinschaft de Altenburger Land.

## População
População em 31 de dezembro de cada ano:
| - 1880 - 645 - 1994 - 664 - 1995 - 660 - 1996 - 644 - 1997 - 641 | - 1998 - 650 - 1999 - 646 - 2000 - 633 - 2001 - 624 | - 2002 - 599 - 2003 - 589 - 2004 - 574 - 2006 - 555 |

Fonte: Thüringer Landesamt für Statistik

## Organização municipal
O município de Dobitschen está dividido em 4 distritos:
- Dobitschen
- Meucha
- Pontewitz
- Rolika